# Elecciones generales de Namibia de 1989
Las elecciones generales de Namibia de 1989 se realizaron entre el 7 y 11 de noviembre para escoger a la Legislatura Constituyente de la naciente República de Namibia, que se independizaría formalmente el 21 de marzo de 1990, convirtiendo a la Legislatura Constituyente en la Asamblea Nacional. Sam Nujoma fue elegido Presidente por el parlamento, siendo la única ocasión en la que la elección del presidente no fue directa. Cerca de 701.483 personas se registraron para votar, con 680.788 emitiendo su votos, lo que equivale a una participación del 97%.
Después de la elección, los partidarios de la SWAPO celebraron en todo Windhoek, sobre todo en el barrio segregado de Katutura. Dirk Mudge que hasta entonces había sido líder de la DTA, se comprometió a trabajar con el gobierno de la SWAPO en el avance hacia la independencia y el desarrollo nacional. El apoyo a la DTA y UDF era fuerte en los antiguos bantustanes incluyendo Hererolandia y Damaralandia.

## Resultados
| Partidos                                           | Votos   | %     | Escaños |
| -------------------------------------------------- | ------- | ----- | ------- |
| Organización Popular de África del Sudoeste        | 384.567 | 57.33 | 41      |
| Alianza Democrática de Turnhalle                   | 191.532 | 28.55 | 21      |
| Frente Democrático Unido                           | 37.874  | 5.65  | 4       |
| Acción Cristiana Nacional                          | 23.728  | 4.10  | 3       |
| Frente Patriótico Nacional                         | 10.693  | 1.59  | 1       |
| Convención Federal de Namibia                      | 10.452  | 1.56  | 1       |
| Frente Nacional Namibio                            | 5.344   | 0.80  | 1       |
| Democrátas de la SWAPO                             | 3.161   | 0.47  | 0       |
| Acción Demócrata Cristiana para la Justicia Social | 2.495   | 0.37  | 0       |
| Partido Democrático Nacional                       | 984     | 0.15  | 0       |
| Votos en blanco/anulados                           | 9.958   | -     | -       |
| Total                                              | 680.788 | 100   | 72      |
| Fuente: African Elections Database                 |         |       |         |